# Théâtre municipal de Lisieux
Le théâtre à l'italienne de Lisieux  est un établissement culturel situé à Lisieux. Aujourd'hui appelé théâtre Lisieux Normandie, c'est un théâtre dit « à l'italienne », qui a été rénové à l'identique en 1987 et compte 370 places. Il est géré en régie directe par la communauté d'agglomération Lisieux Normandie.

## Histoire
En 1889, l'architecte municipal Charles Lucas dessine les plans du théâtre de Lisieux, d'après ceux de Jean-Marie Laloy pour le théâtre de Fougères.
La construction sur la place Le Henneyer, validée par le conseil municipal le 15 avril 1891, est suspendue face à l'opposition des habitants. Lucas présente un nouveau projet, accepté en 1894, consistant à édifier le théâtre au-dessus d'une ancienne salle des fêtes.
Le théâtre, construit en brique et en pierre, dans un style rationaliste, est doté d'une façade à deux niveaux, avec une large travée centrale en calcaire sous un fronton triangulaire, encadrée par deux ailes. Le sculpteur Patou et le peintre Vaquet, artistes locaux, réalisent un tympan sculpté imitant l'Antiquité sur le fronton, deux plaques de céramiques ornées de rinceaux. Décorée d'un ciel peint et d'une balustrade en trompe-l'œil, la salle possède une capacité de 622 places.
Devenu dangereux, le théâtre est fermé le 13 juillet 1967 et inscrit au titre de monument historique le 17 septembre 1985. En 1987, le vestibule, le foyer, la salle, la scène et l'accueil des artistes sont rénovés.
Depuis sa réouverture en 1988, il propose tout au long de la saison, des spectacles de théâtre, musique, danse, jeune public… mais aussi de multiples rendez-vous : pic-nic-music, bords de plateaux, expositions, rencontres avec des auteurs…